# بيلي مارشال
بيلي مارشال (بالإنجليزية: Billy Marshall)‏ (11 يوليو 1936 ببلفاست في المملكة المتحدة - 20 أبريل 2007 في المملكة المتحدة) هو لاعب كرة قدم بريطاني في مركز الدفاع. شارك مع منتخب إيرلندا الشمالية لكرة القدم من الدرجة الثانية ‏. أما مع النوادي، فقد لعب مع أولدهام أثلتيك ونادي بيرنلي ونادي هارتلبول يونايتد.

## وصلات خارجية
- بيلي مارشال على موقع قاعدة بيانات كرة القدم.إي يو (الإنجليزية)